# Unkonventionelle Spreng- und Brandvorrichtung

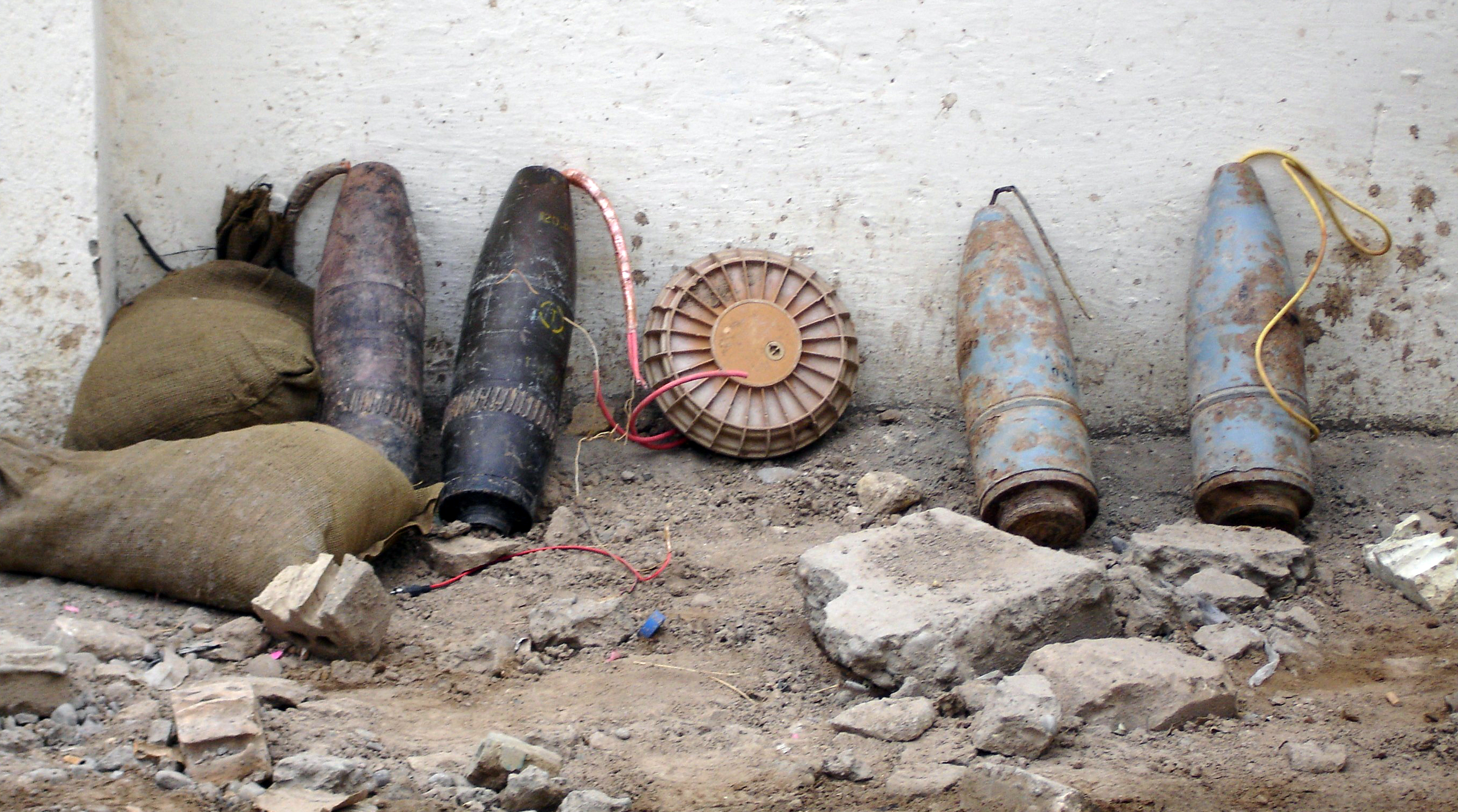
Mehrere USBVs aus Bagdad, die von irakischen Sicherheitskräften entdeckt wurden (November 2005)

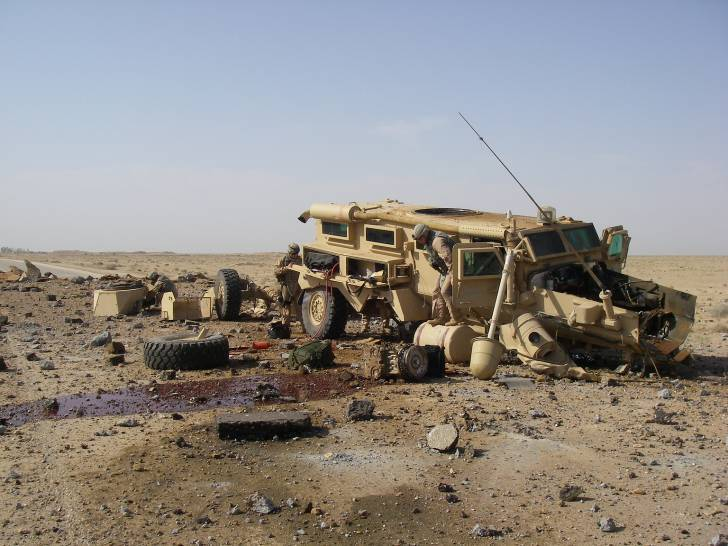
Amerikanischer MRAP, der 2007 im Irak mittels einer USBV außer Gefecht gesetzt wurde.

Eine unkonventionelle Spreng- oder Brandvorrichtung (USBV, auch Sprengfalle) ist eine nicht industriell, häufig von Experten hergestellte Brand- oder Sprengladung (bzw. Brand- oder Sprengfalle). Im Englischen bzw. bei den NATO-Truppen spricht man von einer IED (englisch: improvised explosive device). Teilweise wird eine USBV getarnt als Gegenstand des alltäglichen Gebrauchs am Tatort abgelegt, beispielsweise in einem Postpaket (Brief- bzw. Paketbombe), einer Einkaufstasche, einem Rucksack oder Koffer. Als Autobombe kann eine größere USBV transportiert werden.

## Zusammensetzung
USBVs können aus frei verfügbaren Mitteln (beispielsweise Dünger) chemisch hergestellt werden. Im Gegensatz zu industriell gefertigten Sprengstoffen enthalten solche USBVs aber meist stärkere Verunreinigungen, wodurch der Sprengstoff weniger brisant wird. Eine andere Methode besteht darin, Munition – insbesondere Artilleriegranaten und Bomben – mit einer geringen Menge Sprengstoff zur Detonation zu bringen. Diese Variante wird vor allem von Widerstandskämpfern und Partisanen in Kriegsgebieten angewandt, da die Materialien unter anderem in Form von Blindgängern leicht in Besitz zu bringen sind.
USBV sind auch möglich mit radioaktiven, biologischen oder chemischen Kampfstoffen, abgekürzt USBV-A, USBV-B und USBV-C, erstere auch Schmutzige Bombe genannt.

## Anwendungen

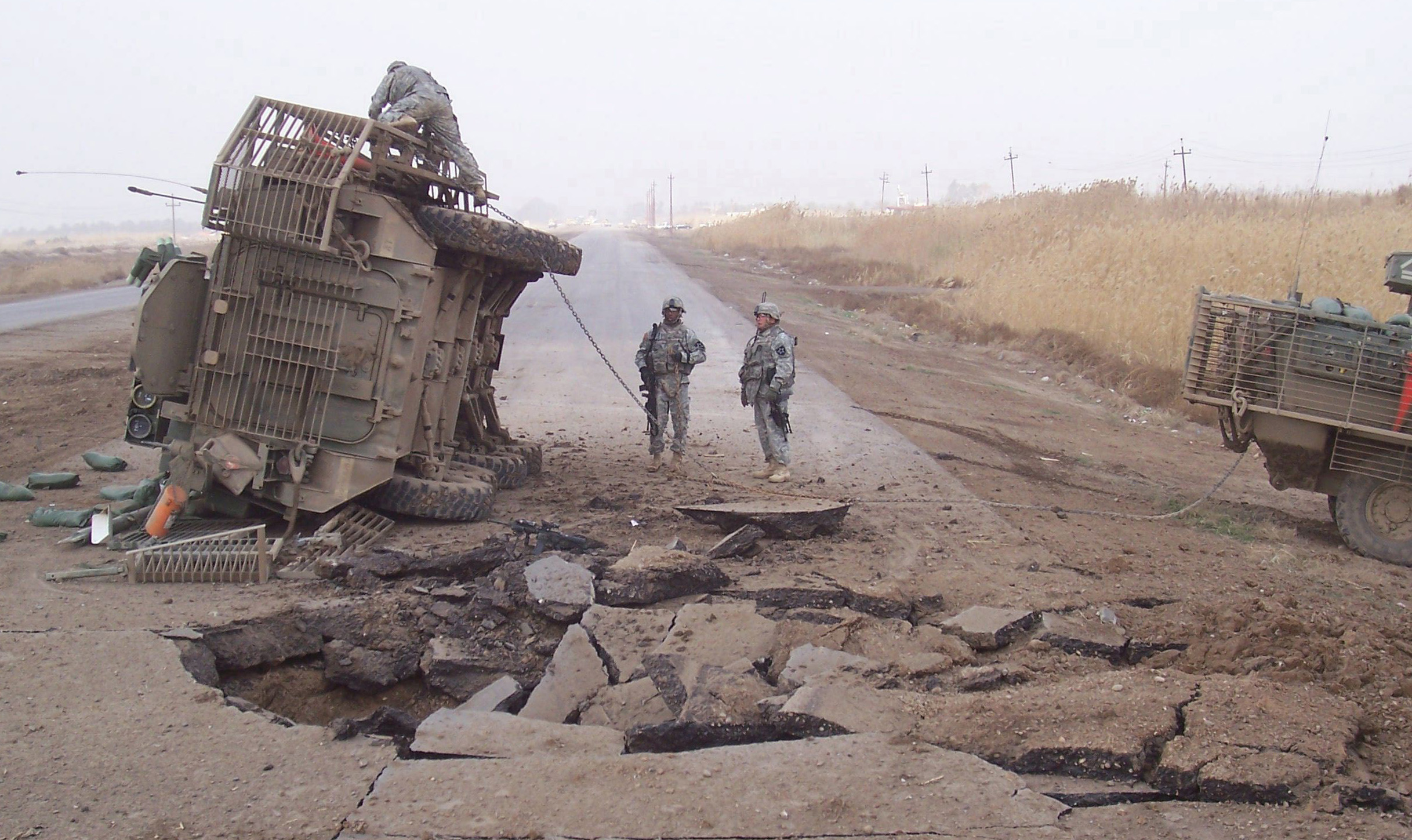
Ein amerikanischer Stryker-Radpanzer wurde durch die Explosion einer USBV auf die Seite geworfen.

USBV werden in asymmetrischen Kriegen von Guerillas oder Kommandotrupps eingesetzt. Im Irakkrieg oder in der Zeit nach dem Afghanistankrieg verwendeten Selbstmordattentäter USBVs für Anschläge oder als ferngezündete Sprengfallen. Im Irakkrieg wurden USBVs großflächig gegen Soldaten der Koalitionsstreitkräfte zum Einsatz gebracht. Bis Ende 2007 wurden rund 40 Prozent aller Toten auf Seiten der Koalition auf den Einsatz von USBVs zurückgeführt. Auch eine französische Studie zeigt, dass im Irak von März 2003 bis November 2006 von 3070 getöteten Soldaten der US-geführten Koalition 41 Prozent (1257) durch USBV und 33 Prozent (1027) durch Kampfhandlungen ums Leben kamen. Insbesondere durch die Ausbildung von USBVs als projektilbildende Ladung wurde die Anzahl der Todesopfer erhöht. Auch die Tamilischen Tiger setzten USBV häufig gegen militärische und zivile Ziele ein.
USBV werden auch häufig bei politisch motivierten Straftaten sowie bei Terroranschlägen eingesetzt. In Deutschland trifft das zum Beispiel auf linksterroristische Gruppen wie die Revolutionären Zellen, die Rote Zora, die Militante Gruppe oder die Bewegung 2. Juni zu, aber auch auf die rechtsextreme Organisation Deutsche Aktionsgruppen.

## Gegenmaßnahmen
In Deutschland fällt in den meisten Bundesländern die Abwehr der Gefahr durch USBV in den Aufgabenbereich der Polizei. In Schleswig-Holstein und Mecklenburg-Vorpommern sind es davon abweichend der Kampfmittelräumdienst, beziehungsweise der Munitionsbergungsdienst. Die mit der Aufgabe befassten Entschärfer werden meist durch das Bundeskriminalamt ausgebildet. Das Bundeskriminalamt verfügt über eigene Entschärfer. In Niedersachsen werden beim Landeskriminalamt Niedersachsen angesiedelte Entschärfer von der Bundeswehr geschult.
Im April 2010 stellte die Bundeswehr das Zentrum Counter-IED, ein Kompetenzzentrum zur Abwehr von unkonventionellen Spreng- und Brandvorrichtungen, am Standort Grafschaft in Dienst.

Da in Afghanistan und Irak USBV mit Hilfe von Signalen durch Mobilfunktelefone ausgelöst wurden, wurden Störsender entwickelt, um diese Art der ferngesteuerten Zündung zu unterbinden.

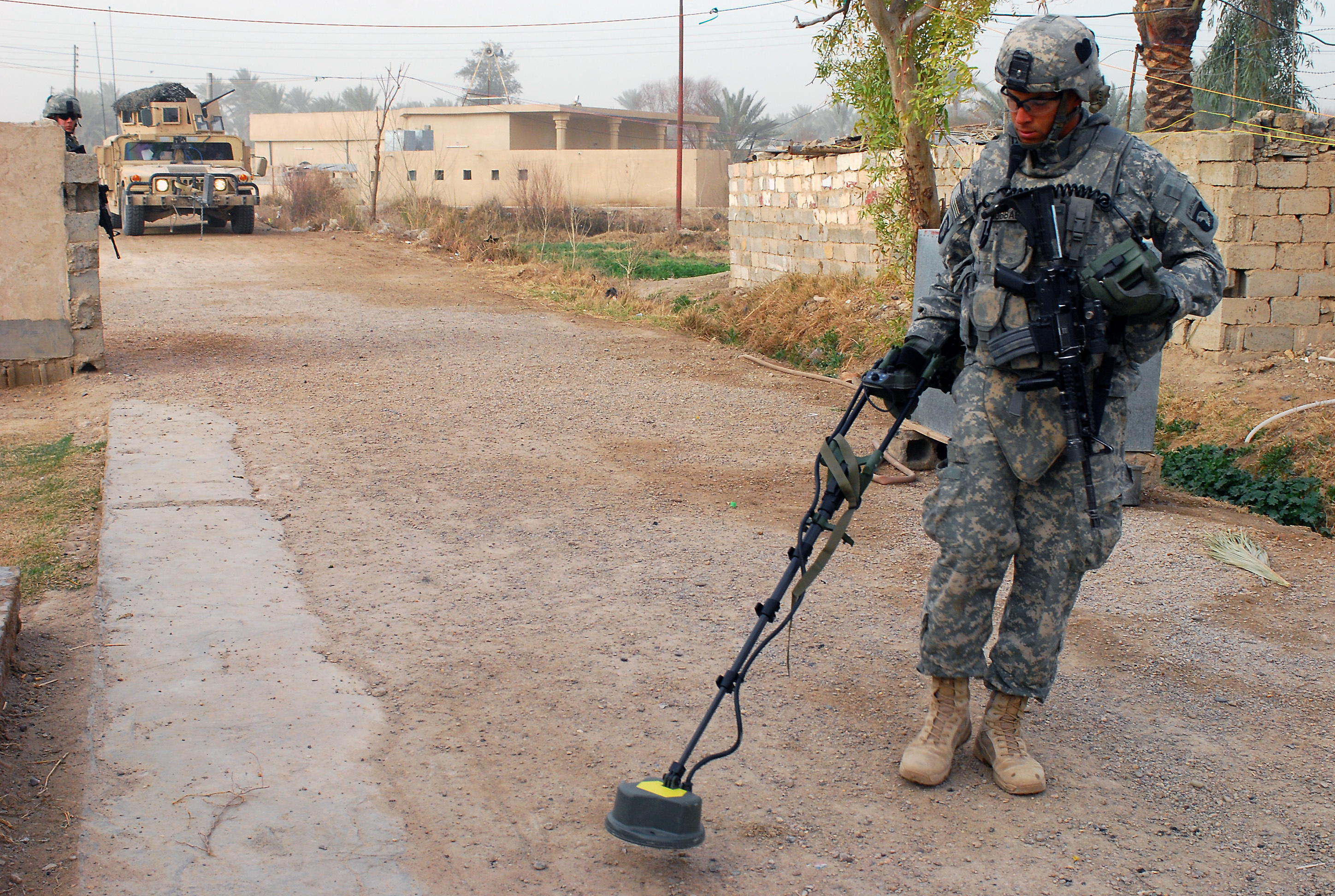
US-Soldat mit Metalldetektor im Irak
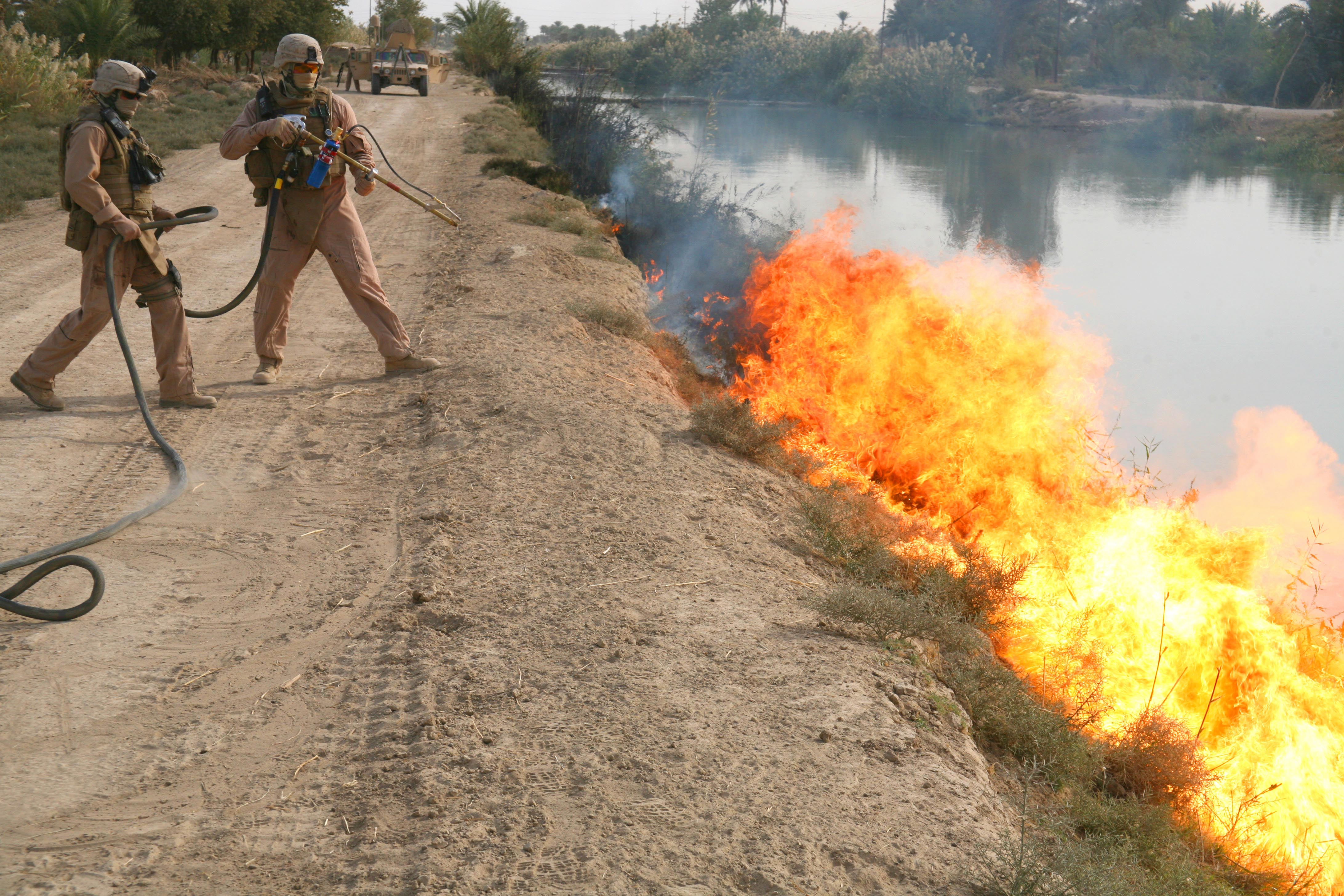
Mit einem Flammenwerfer werden potentielle Verstecke von IEDs abgebrannt
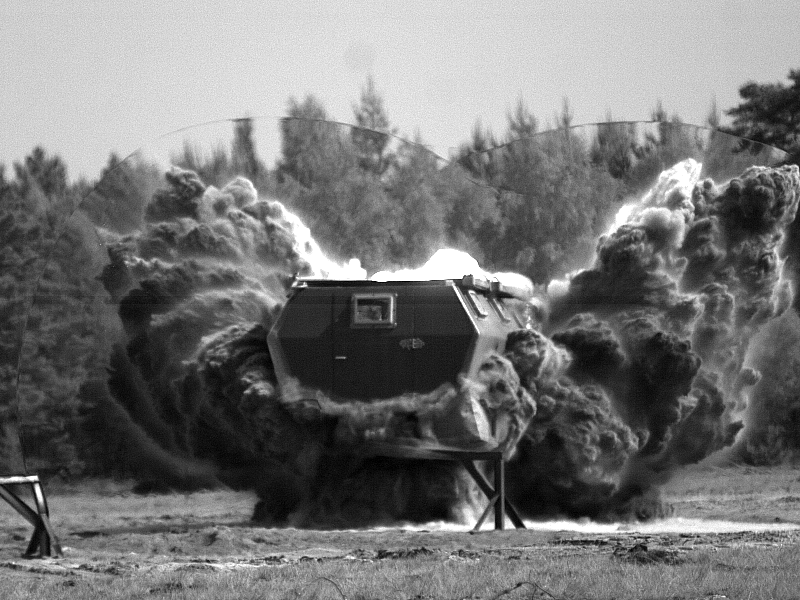
Test eines V-förmigen Minendeflektors (engl. V-hull) eines Mannschaftstransportwagens
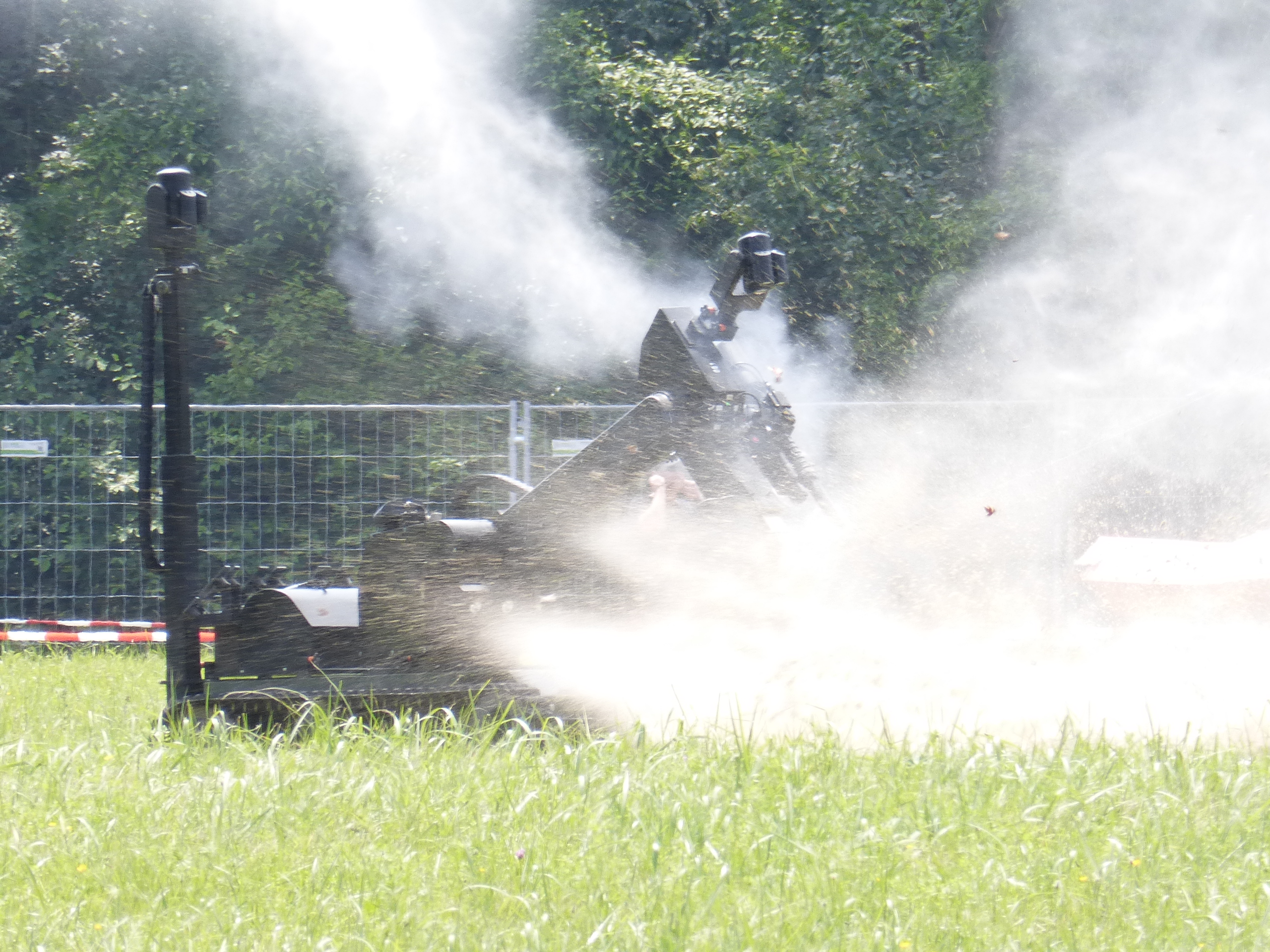
Manipulationsfahrzeug tEODor[6] der Bundeswehr beim Zerstören einer simulierten Sprengfalle
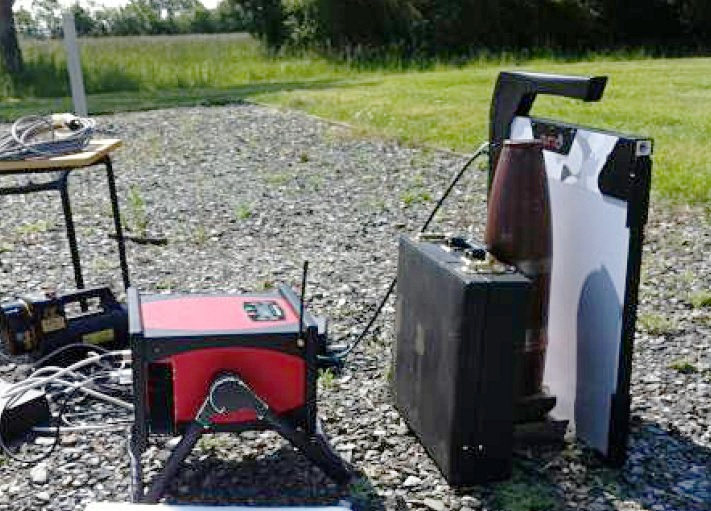
Ein mobiler Röntgengenerator und ein Flachpanelbilddetektor zur Untersuchung unbekannter Gegenstände
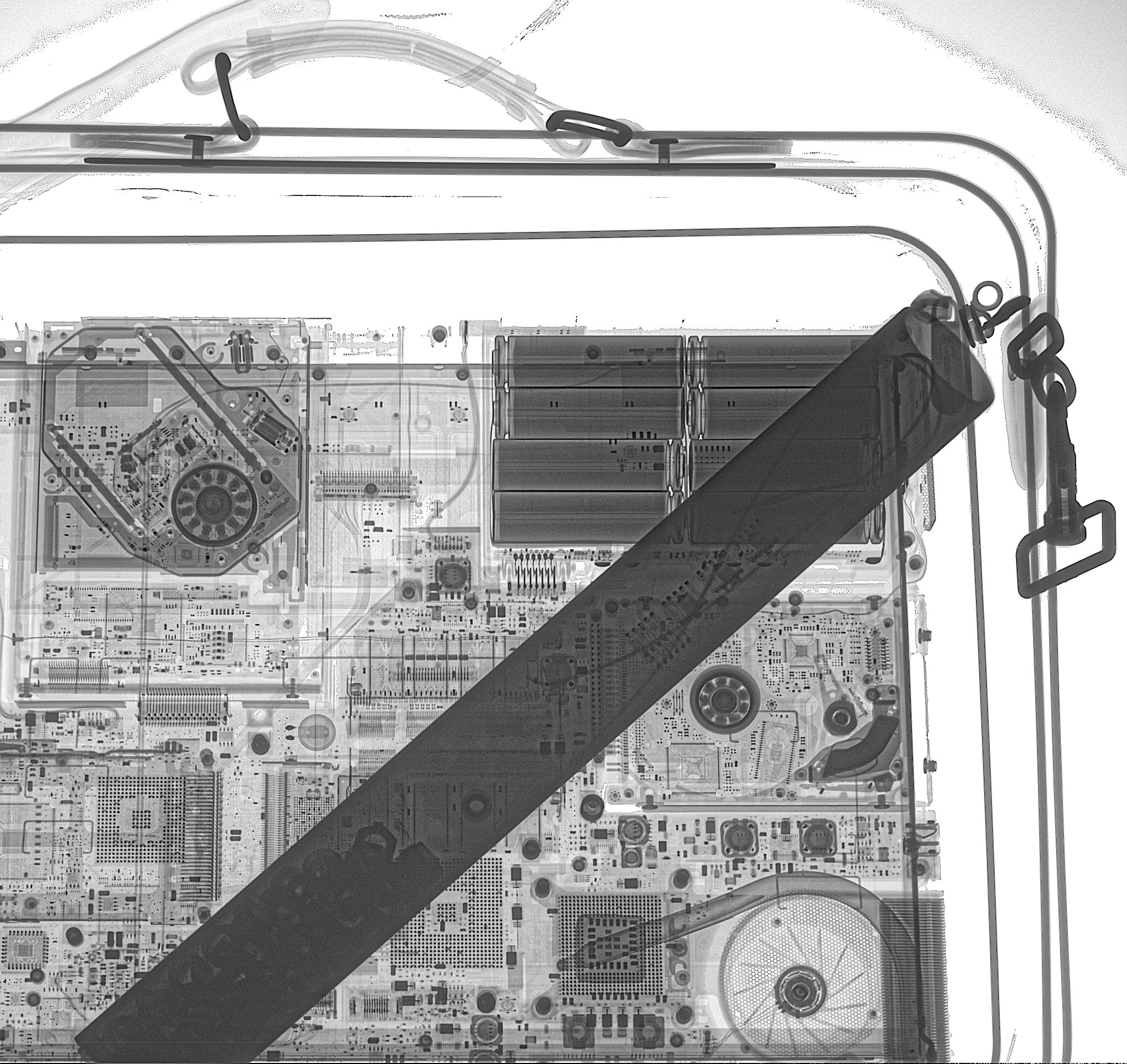
Röntgenbild eines Koffers zeigt einen Laptop und eine Rohrbombe